# Cairns Airport
Luchthaven Cairns (Cairns Airport) is een luchthaven gesitueerd in Aeroglen, een voorstad van Cairns in Queensland (Australië). Qantas is de belangrijkste gebruiker van de luchthaven. Het is ook een basis van de Royal Flying Doctors Service.

## Geschiedenis[1]
De eerste vluchten op Cairns vonden plaats in 1928, toen Tom McDonald met een De Havilland Gypsy Moth opsteeg vanop een zandstrook langs de kust. In 1936 kocht het stadsbestuur van Cairns een terrein van 162 hectare waarop drie landingsbanen werden aangelegd. De regering van Australië kocht het terrein in 1937 en in de Tweede Wereldoorlog was het een basis van de Royal Australian Air Force. De grootste landingsbaan werd in 1943 verhard en in 1949 verlengd tot 1730 meter. In 1962-67 werd ze nog verlengd tot 2020 meter en versterkt zodat ze geschikt was voor straalvliegtuigen.
Air Niugini was in 1975 de eerste buitenlandse luchtvaartmaatschappij die op Cairns vloog vanuit Port Moresby.
Van 1982 tot 1990 werd de luchthaven verder uitgebreid. De landingsbaan werd verder verlengd, eerst tot 2600 meter en later tot 3156 meter, en er werden nieuwe terminals gebouwd in 1984 en 1990, respectievelijk voor binnenlandse en voor internationale vluchten.
Van 2001 tot 2006 was het de hub van de luchtvaartmaatschappij Australian Airlines, een dochtermaatschappij van Qantas.
In 2009 verkocht de regering van Queensland de luchthavens van Cairns en Mackay aan de North Queensland Airports groep. Cairns Airport wordt sedertdien uitgebaat door Cairns Airport Pty Ltd.

## Passagiers
In 2010 verwerkte de luchthaven 3.200.971 passagiers op binnenlandse vluchten en 3.560 op internationale vluchten.

## Luchtvaartmaatschappijen[3]
In 2012 wordt de luchthaven bediend door de Australische maatschappijen Qantas, QantasLink, Jetstar Airways, Virgin Australia, Skytrans Airlines en Hinterland Aviation. Tiger Airways begon na een periode van afwezigheid in 2012 opnieuw met vluchten tussen Cairns en Melbourne.
Buitenlandse luchtvaartmaatschappijen die op Cairns vliegen zijn Silk Air (op Singapore), Air New Zealand (op Auckland), Air Niugini en PNG Air (beide op Port Moresby), Cathay Pacific (op Hongkong) en United Airlines (op Guam).